# Parafia Jezusa Miłosiernego w Czarnej Białostockiej
Parafia pw. Jezusa Miłosiernego w Czarnej Białostockiej – rzymskokatolicka parafia należąca do dekanatu Wasilków, archidiecezji białostockiej, metropolii białostockiej, utworzona w 2005 roku.

## Kościół parafialny
- Kościół pw. Jezusa Miłosiernego w Czarnej Białostockiej – budynek kościoła parafialnego pw. Jezusa Miłosiernego to dawna ciepłownia miejska, przebudowana w latach 2005–2009 na kościół według projektu architekta Tomasza Perkowskiego. Składa się z górnej i dolnej kondygnacji.